# JHOVE
 (mars 2017).
JHOVE (JSTOR/Harvard Object Validation Environment) - prononcé "jove" - est un logiciel d'identification, de caractérisation et de validation d'objets numériques écrit en Java. JHOVE est un projet commun de JSTOR et de la Bibliothèque de l'université Harvard dans le but de développer un framework extensible pour la validation de format. La fondation Open Preservation Foundation a pris en charge la gestion de JHOVE depuis février 2015.
JHOVE est actuellement[Quand ?] disponible en téléchargement sous la version 1.14. Il est sous licence LGPLv2.  Le téléchargement inclut à la fois une interface  en ligne de commande et une interface graphique. Il est conçu de telle sorte que d'autres peuvent ajouter des « modules » différents au logiciel et ainsi il peut être intégré à d'autres applications qui doivent valider des fichiers. Il peut être exécuté sur n'importe quelle plate-forme Unix, Windows ou Macintosh OS X qui prend en charge Java 1.6
Les formats actuellement supportés sont AIFF, ASCII, Bytestream, GIF, HTML, JPEG, JPEG 2000, PDF, TIFF, UTF-8, WAV, et XML. Les documents sont analysés et vérifiés pour leur bonne conformité (cohérence avec les exigences basiques du format) et leur validité (il s'agit généralement de la cohérence interne). JHOVE indique quand un fichier satisfait des profils particuliers d'un format (par exemple, PDF/X, HTML 4.0). 
Un successeur appelé JHOVE2 existe aussi, il a été entièrement recodé sur de nouvelles bases.